# Patricia Petibon
Patricia Petibon, née le 27 février 1970 à Montargis (Loiret), est une soprano colorature française. Artiste éclectique, elle se fait connaître dans le répertoire de la musique baroque française puis aborde le répertoire classique avec Mozart et le répertoire moderne avec Francis Poulenc. Très à l'aise dans les rôles d'amoureuse, d'ingénue perverse, de bergère ou de jeune femme excentrique, elle aborde en 2010 l’un des rôles les plus complexes de l'opéra du XXe siècle, sombre et tragique, aux antipodes de son registre habituel, celui de Lulu d'Alban Berg.

## Biographie

### Études
Patricia Petibon étudie au conservatoire de Tours, où elle obtient un premier prix, puis au Conservatoire national supérieur de musique de Paris, où elle obtient un premier prix en 1995.

### Parcours
Patricia Petibon commence à étudier le piano et prendre des cours de chant avec comme professeur Rachel Yakar. En 1996, elle débute à l'Opéra de Paris en jouant Hippolyte et Aricie, de Rameau. Elle enregistre des œuvres de Lully, Charpentier, Rameau, Landi, Couperin, Haendel, Gluck, Mozart, Haydn, Copland, Caldara, Bernstein, Barber, Debussy, Méhul, Jommelli, Offenbach, Delibes, Poulenc, Nicolas Racot de Grandval et de Bacri.
Elle chante avec les chefs d'orchestre William Christie, John Eliot Gardiner, Emmanuelle Haïm, Marc Minkowski, Nikolaus Harnoncourt, Daniel Harding, le metteur en scène Bob Wilson et avec le Concentus Musicus Wien. C'est d'ailleurs William Christie qui, le premier, remarque son talent.
En mars 2008, elle interprète Camille dans Zampa de Hérold à l'Opéra-Comique.
Elle anime en juillet 2012 l'émission musicale Berlingot sur la chaîne de télévision France 2.
En mars 2014, elle participe à la création à Bruxelles de l'opéra de Philippe Boesmans Au monde. En juillet de la même année, elle interprète le rôle de Ginevra dans une nouvelle production du dramma per musica de Georg Friedrich Haendel Ariodante au  festival international d'art lyrique d'Aix-en-Provence.
Le vendredi 5 mai 2022, la chaîne de télévision France 5 lui consacre l'émission Patricia Petibon, le chant des étoiles.

### Vie privée
Elle est un temps la compagne d'Éric Tanguy, avec qui elle a un fils, Léonard,.
En août 2015, elle épouse le violoniste Didier Lockwood à Dammarie-les-Lys.

## Récompenses
- 1998 - Victoires de la musique classique : révélation artiste lyrique
- 2001 - Victoires de la musique classique : artiste lyrique de l'année
- 2003 - Victoires de la musique classique : artiste lyrique de l'année
- 2009 - BBC Music Magazine Award : meilleur album d'opéra (Amoureuses)

## Décoration
- Chevalière de la Légion d'honneur le 1er janvier 2022[6].

## Honneurs
- Depuis 2016, l'astéroïde (348383) Petibon porte son nom.
- Depuis le samedi 18 février 2020, le conservatoire de musique, de danse et de théâtre de Montargis porte le nom de Patricia Petibon[7].

## Discographie

### Solo
- Airs baroques français, Charpentier (David et Jonathas H.490), Lully (Armide), Rameau (Platée, Les Indes galantes), Grandval (cantate, Rien du tout), avec Patrick Cohën-Akenine, Les Folies françoises - Virgin classics (2002)
- Les Fantaisies de Patricia Petibon - Virgin classics (2004)
- French Touch, avec Yves Abel et l'Orchestre de l'Opéra national de Lyon - Decca (2004)
- Amoureuses (Mozart, Haydn, Gluck), avec Daniel Harding et le Concerto Köln - Deutsche Grammophon (2008
- Rosso (Italian Baroque Arias), avec Andrea Marcon et l'Orchestre baroque de Venise - Deutsche Grammophon (2010)
- Les Stars du classique : Patricia Petibon (Compilation) - Deutsche Grammophon (2010)
- Melancolia (Spanish Arias and Songs), avec Josep Pons et l'Orchestre national d'Espagne - Deutsche Grammophon (2011)
- Nouveau Monde (Baroque Arias and Songs), avec Andrea Marcon et La Cetra - Deutsche Grammophon (2012)
- Poulenc : Stabat Mater, avec Paavo Järvi, l'Orchestre de Paris et le chœur de l'Orchestre de Paris - Deutsche Grammophon (2013)
- La Belle Excentrique, avec Susan Manoff - Deutsche Grammophon (2014)
- L'Amour, la Mort, la Mer, avec Susan Manoff - Sony Masterworks (2020)

### Opéra/opérette/oratorio
- Georg Friedrich Haendel - Acis et Galatée - William Christie, Les Arts florissants (1990), Damon
- Étienne Nicolas Méhul - Stratonice, Christie, (1996), Stratonice
- Stefano Landi - Il Sant'Alessio, Christie (1996), Alessio
- Jean-Philippe Rameau - Hippolyte et Aricie, Christie (1997), Une Prêtresse / Une Bergère
- Léo Delibes - Lakmé, Michel Plasson, Chœur et Orchestre du Capitole de Toulouse (1998), Ellen
- Antonio Caldara - La Passione di Gesù Cristo Signor Nostro, Fabio Biondi, Europa Galante (1999), Maddalena
- Wolfgang Amadeus Mozart - L'Enlèvement au sérail, Christie (1999), Blonde
- Jules Massenet - Werther, Antonio Pappano (1999), Sophie
- Jules Massenet - Manon, Marko Letonja (2016), Manon
- Joseph Haydn - Armida (de), Nikolaus Harnoncourt (2000), Zelmira
- Jacques Offenbach - Orphée aux Enfers, Marc Minkowski (2002), Cupidon
- Marc-Antoine Charpentier - La Descente d'Orphée aux Enfers, H.488, dir. William Christie (Erato 1995), Daphné/Énone
- Marc-Antoine Charpentier - Amor vince ogni cosa, Pastoraletta H.492, dir. William Christie (Erato 1996), Filli
- Niccolò Jommelli - Armida abbandonata, Christophe Rousset, Les Talens Lyriques (2005), Ubaldo, un valet
- Joseph Haydn - Orlando paladino, Harnoncourt (2006), Angelica
- Jacques Offenbach - Les Contes d'Hoffmann (2006), Olympia
- Ferdinand Hérold - Zampa  (2008), Camille
- Carl Orff - Carmina Burana, Daniel Harding (2010))
- Wolfgang Amadeus Mozart - Les Noces de Figaro (2012), Susanna
- Philippe Boesmans - Au Monde (2015), La seconde fille

### Messes
- Wolfgang Amadeus Mozart - Messe en ut mineur de Mozart Christie (1999)
- François Couperin - Leçons de ténèbres, Christie (2006)

### Visiteuse
- American Boychoir, Christine King - Fast Cats and Mysterious Cows ~ Songs from America (1999)
- Marc-Antoine Charpentier - Divertissements, Airs et Concerts, William Christie, Les Arts Florissants (1999)
- Amour & Mascarade : Purcell et l'Italie, avec le ténor Jean-François Novelli et l'ensemble Amarillis - Ambroisie AMB 9902 / Naïve AM 187 (1999)[8]. (OCLC 52807942 et 636504191)
- Ophélie Gaillard - Cuvée 2000 (2001)
- George Frideric Handel - Arcadian Duets (2002)
- G.-F. Haendel (1685-1759) - Sacré profane, avec le contre-ténor Robert Expert et l'ensemble Amarillis. Ambroisie AMB 9958 (2004)[9].
- Florent Pagny - Baryton (2004)
- Florent Pagny - Baryton - L'intégrale du spectacle (2005)
- Marc-Antoine Charpentier - Les Plaisirs de Versailles H..480, Christie (2005)
- Nouveau Monde, avec La Cetra Vokalensemble et La Cetra Barockorchester Basel, dir. Andrea Marcon (2012)
- La Traversée, avec La Cetra Barockorchester Basel, dir. Andrea Marcon (2022)

## Filmographie
- Dialogues des Carmélites (1999), Sœur Constance
- Orphée et Eurydice (2000), Amour
- Die Entführung aus dem Serail (2003), Blonde
- Les Indes galantes (2004), Zima
- French Touch (2004), récital d'airs d'opéra français à la salle Gaveau avec Susan Manoff (piano), François Polli (violoncelle), Joël Grare (percussions) et Raphaël Cottin (danse)
- Les Contes d'Hoffmann (2009), Olympia
- Lulu (2011), Lulu